# Cycas calcicola
Cycas calcicola là một loài thực vật hạt trần trong họ Cycadaceae. Loài này được Maconochie mô tả khoa học đầu tiên năm 1978.